# Adiantum calcareum
Adiantum calcareum là một loài dương xỉ trong họ Pteridaceae. Loài này được Gardner mô tả khoa học đầu tiên năm 1842.